# 佐賀市の地名
佐賀市の地名（さがしのちめい）では、佐賀県佐賀市の地名の一覧を記す。

## 現行の町・大字名
現行の町名を、便宜上中心部・近郊部・郊外部の3つに分け、五十音順に列挙する。
住居表示 : "済"は全域で導入済、"一部"は一部地域で導入済。
小学校区 : 佐賀市HPの2019年更新の情報による。
町名のよみがな、及び郵便番号 : 日本郵便HPの2019年時点の情報による。
なお表記に関して、「○○町××」と表記する大字は、住所表示では「〇〇町大字××」と大字を付ける。ただし、西与賀町字今津、西与賀町字今津乙では「字」を付ける。また、三瀬村は住所表示に大字を付けない。
市役所本庁の管轄地域
以下、住居表示実施地域および市制当初の市域の未実施地域
| 町名       | よみがな             | 下位地名        | 住居表示 | 郵便番号 | 小学校区               | 備考     |
| ---------- | -------------------- | --------------- | -------- | -------- | ---------------------- | -------- |
| 愛敬町     | あいけいちょう       |                 | 済       | 840-0812 | 勧興・循誘             |          |
| 赤松町     | あかまつまち         |                 | 一部     | 840-0042 | 赤松                   |          |
| 朝日町     | あさひまち           |                 | 済       | 840-0053 | 循誘・赤松・北川副     |          |
| 伊勢町     | いせまち             |                 | 済       | 840-0844 | 日新                   |          |
| 今宿町     | いましゅくまち       |                 | 済       | 840-0052 | 循誘・赤松・北川副     |          |
| 駅前中央   | えきまえちゅうおう   | 一丁目 - 三丁目 | 済       | 840-0801 | 勧興・循誘・神野・兵庫 |          |
| 駅南本町   | えきみなみほんまち   |                 | 済       | 840-0816 | 勧興                   |          |
| 大財       | おおたから           | 一丁目 - 六丁目 | 済       | 840-0811 | 勧興・循誘             |          |
| 大財北町   | おおたからきたまち   |                 | 済       | 840-0802 | 循誘・神野・兵庫       |          |
| 鬼丸町     | おにまるちょう       |                 | 済       | 840-0021 | 赤松                   |          |
| 卸本町     | おろしほんまち       |                 | 済       | 849-0933 | 鍋島                   |          |
| 開成       | かいせい             | 一丁目 - 六丁目 | 済       | 849-0934 | 開成                   |          |
| 神園       | かみぞの             | 一丁目 - 六丁目 | 済       | 840-0806 | 神野・若楠・開成       |          |
| 川原町     | かわはらまち         |                 | 済       | 840-0843 | 日新・赤松             |          |
| 木原       | きはら               | 一丁目 - 三丁目 | 済       | 840-0015 | 北川副                 |          |
| 神野西     | こうのにし           | 一丁目 - 四丁目 | 済       | 840-0805 | 神野                   |          |
| 神野東     | こうのひがし         | 一丁目 - 四丁目 | 済       | 840-0804 | 神野・若楠             |          |
| 呉服元町   | ごふくもとまち       |                 | 済       | 840-0824 | 勧興・循誘             |          |
| 紺屋町     | こんやまち           |                 | 済       | 840-0056 | 循誘                   |          |
| 材木       | ざいもく             | 一丁目 - 二丁目 | 済       | 840-0055 | 循誘                   |          |
| 栄町       | さかえまち           |                 | 済       | 840-0803 | 神野                   |          |
| 道祖元町   | さやのもとまち       |                 | 未       | 840-0044 | 日新                   |          |
| 下田町     | しもだまち           |                 | 済       | 840-0031 | 日新                   |          |
| 昭栄町     | しょうえいまち       |                 | 済       | 840-0855 | 日新                   |          |
| 城内       | じょうない           | 一丁目 - 二丁目 | 済       | 840-0041 | 赤松                   |          |
| 白山       | しらやま             | 一丁目 - 二丁目 | 済       | 840-0826 | 勧興                   |          |
| 新栄西     | しんえいにし         | 一丁目 - 二丁目 | 済       | 840-0859 | 新栄                   |          |
| 新栄東     | しんえいひがし       | 一丁目 - 四丁目 | 済       | 840-0850 | 新栄                   |          |
| 新郷本町   | しんごうほんまち     |                 | 済       | 840-0017 | 北川副                 |          |
| 新生町     | しんせいまち         |                 | 済       | 840-0856 | 日新・新栄             |          |
| 新中町     | しんなかまち         |                 | 済       | 849-0924 | 神野・若楠             |          |
| 末広       | すえひろ             | 一丁目 - 二丁目 | 済       | 840-0032 | 日新・西与賀           |          |
| 成章町     | せいしょうまち       |                 | 済       | 840-0814 | 勧興                   |          |
| 高木瀬団地 | たかきせだんち       |                 | 済       | 849-0927 | 若楠                   |          |
| 高木瀬西   | たかきせにし         | 一丁目 - 六丁目 | 済       | 849-0921 | 高木瀬・若楠           |          |
| 高木瀬東   | たかきせひがし       | 一丁目 - 六丁目 | 済       | 849-0922 | 高木瀬・兵庫           |          |
| 高木町     | たかぎまち           |                 | 済       | 840-0822 | 循誘                   |          |
| 田代       | たしろ               | 一丁目 - 二丁目 | 済       | 840-0051 | 循誘                   |          |
| 多布施     | たふせ               | 一丁目 - 四丁目 | 済       | 840-0842 | 勧興・日新・神野       |          |
| 中央本町   | ちゅうおうほんまち   |                 | 済       | 840-0825 | 勧興                   |          |
| 天神       | てんじん             | 一丁目 - 三丁目 | 済       | 840-0815 | 勧興・神野             |          |
| 天祐       | てんゆう             | 一丁目 - 二丁目 | 済       | 840-0851 | 新栄                   |          |
| 天祐団地   | てんゆうだんち       |                 | 済       | 840-0858 | 新栄                   |          |
| 唐人       | とうじん             | 一丁目 - 二丁目 | 済       | 840-0813 | 勧興                   |          |
| 中折町     | なかおれまち         |                 | 済       | 840-0852 | 日新・新栄             |          |
| 長瀬町     | ながせまち           |                 | 済       | 840-0853 | 日新                   |          |
| 中の小路   | なかのこうじ         |                 | 済       | 840-0833 | 勧興                   |          |
| 中の館町   | なかのたてまち       |                 | 済       | 840-0022 | 赤松                   |          |
| 鍋島       | なべしま             | 一丁目 - 六丁目 | 済       | 849-0937 | 鍋島                   |          |
| 西魚町     | にしうおまち         |                 | 未       | 840-0046 | 日新                   |          |
| 西田代     | にしたしろ           | 一丁目 - 二丁目 | 済       | 840-0045 | 日新                   |          |
| 西田代町   | にしたしろまち       |                 | 未       | 840-0045 | 日新                   |          |
| 八幡小路   | はちまんこうじ       |                 | 済       | 840-0834 | 勧興                   |          |
| 八丁畷町   | はっちょうなわてまち |                 | 済       | 849-0925 | 若楠                   |          |
| 東佐賀町   | ひがしさがまち       |                 | 済       | 840-0821 | 循誘                   |          |
| 光         | ひかり               | 一丁目 - 三丁目 | 済       | 840-0033 | 西与賀                 |          |
| 日の出     | ひので               | 一丁目 - 二丁目 | 済       | 849-0923 | 若楠・高木瀬           |          |
| 兵庫北     | ひょうごきた         | 一丁目 - 七丁目 | 済       | 849-0919 | 兵庫                   |          |
| 兵庫南     | ひょうごみなみ       | 一丁目 - 四丁目 | 済       | 849-0918 | 兵庫                   |          |
| 堀川町     | ほりかわちょう       |                 | 済       | 840-0832 | 赤松                   |          |
| 松原       | まつばら             | 一丁目 - 四丁目 | 済       | 840-0831 | 勧興・循誘・赤松       |          |
| 水ヶ江     | みずがえ             | 一丁目 - 六丁目 | 済       | 840-0054 | 赤松・北川副・本庄     |          |
| 緑小路     | みどりこうじ         |                 | 済       | 840-0841 | 新栄                   |          |
| 南佐賀     | みなみさが           | 一丁目 - 三丁目 | 済       | 840-0016 | 北川副                 |          |
| 八戸       | やえ                 | 一丁目 - 二丁目 | 済       | 840-0854 | 日新                   |          |
| 八戸溝     | やえみぞ             | 一丁目 - 三丁目 | 済       | 849-0935 | 開成                   |          |
| 柳町       | やなぎまち           |                 | 済       | 840-0823 | 循誘                   |          |
| 与賀町     | よかまち             |                 | 一部     | 840-0047 | 日新・赤松             | [ 注 2 ] |
| 六座町     | ろくざまち           |                 | 済       | 840-0845 | 日新                   |          |
| 若楠       | わかくす             | 一丁目 - 三丁目 | 済       | 849-0928 | 若楠                   |          |
| 若宮       | わかみや             | 一丁目 - 三丁目 | 済       | 849-0926 | 若楠                   |          |

以下、大字地域
| 町名               | よみがな                 | 郵便番号 | 小学校区     | 備考 |
| ------------------ | ------------------------ | -------- | ------------ | ---- |
| 嘉瀬町大字扇町     | かせまちおうぎまち       | 840-0862 | 嘉瀬         |      |
| 嘉瀬町大字荻野     | かせまちおぎの           | 840-0864 | 嘉瀬         |      |
| 嘉瀬町大字十五     | かせまちじゅうご         | 840-0863 | 嘉瀬・西与賀 |      |
| 嘉瀬町大字中原     | かせまちなかばる         | 840-0861 | 嘉瀬         |      |
| 北川副町大字江上   | きたかわそえまちえがみ   | 840-0011 | 北川副       |      |
| 北川副町大字新郷   | きたかわそえまちしんごう | 840-0013 | 北川副       |      |
| 北川副町大字光法   | きたかわそえまちみつのり | 840-0012 | 北川副       |      |
| 金立町大字金立     | きんりゅうまちきんりゅう | 849-0906 | 金立・久保泉 |      |
| 金立町大字千布     | きんりゅうまちちふ       | 849-0905 | 金立         |      |
| 金立町大字薬師丸   | きんりゅうまちやくしまる | 849-0904 | 金立         |      |
| 久保泉町大字上和泉 | くぼいずみまちかみいずみ | 849-0902 | 久保泉       |      |
| 久保泉町大字川久保 | くぼいずみまちかわくぼ   | 849-0901 | 久保泉       |      |
| 久保泉町大字下和泉 | くぼいずみまちしもいずみ | 849-0903 | 久保泉       |      |
| 巨勢町大字牛島     | こせまちうじしま         | 840-0008 | 巨勢・循誘   |      |
| 巨勢町大字修理田   | こせまちしゅりた         | 840-0001 | 巨勢         |      |
| 巨勢町大字高尾     | こせまちたかお           | 840-0007 | 巨勢         |      |
| 巨勢町大字東西     | こせまちとうざい         | 840-0006 | 巨勢         |      |
| 高木瀬町大字長瀬   | たかきせまちながせ       | 849-0917 | 高木瀬       |      |
| 高木瀬町大字東高木 | たかきせまちひがしたかぎ | 849-0916 | 高木瀬       |      |
| 鍋島町大字蛎久     | なべしままちかきひさ     | 849-0931 | 鍋島         |      |
| 鍋島町大字鍋島     | なべしままちなべしま     | 849-0938 | 鍋島         |      |
| 鍋島町大字森田     | なべしままちもりた       | 849-0936 | 鍋島・開成   |      |
| 鍋島町大字八戸     | なべしままちやえ         | 840-0857 | 新栄         |      |
| 鍋島町大字八戸溝   | なべしままちやえみぞ     | 849-0932 | 鍋島・開成   |      |
| 西与賀町大字相応津 | にしよかまちそうおうつ   | 840-0037 | 西与賀       |      |
| 西与賀町大字高太郎 | にしよかまちたかたろう   | 840-0036 | 西与賀       |      |
| 西与賀町大字厘外   | にしよかまちりんげ       | 840-0034 | 西与賀       |      |
| 西与賀町字今津     | にしよかまちいまづ       | 840-0035 | 西与賀       |      |
| 西与賀町字今津乙   | にしよかまちいまづおつ   | 840-0035 | 西与賀       |      |
| 蓮池町大字古賀     | はすいけまちこが         | 840-0003 | 蓮池         |      |
| 蓮池町大字小松     | はすいけまちこまつ       | 840-0004 | 蓮池         |      |
| 蓮池町大字蓮池     | はすいけまちはすいけ     | 840-0005 | 蓮池         |      |
| 蓮池町大字見島     | はすいけまちみしま       | 840-0002 | 蓮池         |      |
| 兵庫町大字瓦町     | ひょうごまちかわらまち   | 849-0912 | 兵庫         |      |
| 兵庫町大字西渕     | ひょうごまちにしぶち     | 849-0914 | 兵庫         |      |
| 兵庫町大字藤木     | ひょうごまちふじのき     | 849-0915 | 兵庫         |      |
| 兵庫町大字渕       | ひょうごまちふち         | 849-0913 | 兵庫         |      |
| 兵庫町大字若宮     | ひょうごまちわかみや     | 849-0911 | 兵庫         |      |
| 本庄町大字鹿子     | ほんじょうまちかのこ     | 840-0025 | 本庄         |      |
| 本庄町大字正里     | ほんじょうまちしょうり   | 840-0026 | 本庄         |      |
| 本庄町大字末次     | ほんじょうまちすえつぐ   | 840-0024 | 本庄         |      |
| 本庄町大字袋       | ほんじょうまちふくろ     | 840-0023 | 本庄         |      |
| 本庄町大字本庄     | ほんじょうまちほんじょう | 840-0027 | 本庄         |      |

支所の管轄地域
2005年（平成17年）と2007年（平成19年）に合併した旧町村。それぞれ、町名の先頭に付く旧町村名が支所名（例：川副町大字犬井道→川副支所）。いずれも住居表示は行われていない。
備考欄に示した旧村名は、1889年（明治22年）から1955年（昭和30年）の昭和の合併直前のもの。昭和の合併を経ていない久保田町と東与賀町は除いた。
| 町名               | よみがな                 | 郵便番号 | 小学校区       | 備考       |
| ------------------ | ------------------------ | -------- | -------------- | ---------- |
| 川副町大字犬井道   | かわそえまちいぬいどう   | 840-2212 | 南川副         | 旧南川副村 |
| 川副町大字大詫間   | かわそえまちおおだくま   | 840-2211 | 大詫間         | 旧大詫間村 |
| 川副町大字鹿江     | かわそえまちかのえ       | 840-2213 | 南川副         | 旧南川副村 |
| 川副町大字小々森   | かわそえまちこごもり     | 840-2214 | 西川副         | 旧西川副村 |
| 川副町大字南里     | かわそえまちなんり       | 840-2205 | 西川副         | 旧西川副村 |
| 川副町大字西古賀   | かわそえまちにしこが     | 840-2204 | 西川副         | 旧西川副村 |
| 川副町大字早津江   | かわそえまちはやつえ     | 840-2203 | 中川副         | 旧中川副村 |
| 川副町大字早津江津 | かわそえまちはやつえつ   | 840-2202 | 中川副         | 旧中川副村 |
| 川副町大字福富     | かわそえまちふくどみ     | 840-2201 | 中川副         | 旧中川副村 |
| 久保田町大字江戸   | くぼたちょうえど         | 849-0205 | 思斉           |            |
| 久保田町大字久保田 | くぼたちょうくぼた       | 849-0204 | 思斉           |            |
| 久保田町大字新田   | くぼたちょうしんでん     | 849-0203 | 思斉           |            |
| 久保田町大字徳万   | くぼたちょうとくまん     | 849-0201 | 思斉           |            |
| 久保田町大字久富   | くぼたちょうひさどみ     | 849-0202 | 思斉           |            |
| 東与賀町大字飯盛   | ひがしよかちょういさがい | 840-2223 | 東与賀         |            |
| 東与賀町大字下古賀 | ひがしよかちょうしもこが | 840-2221 | 東与賀         |            |
| 東与賀町大字田中   | ひがしよかちょうたなか   | 840-2222 | 東与賀         |            |
| 富士町大字市川     | ふじちょういちかわ       | 840-0503 | 富士           | 旧南山村   |
| 富士町大字内野     | ふじちょううちの         | 840-0514 | 富士           | 旧南山村   |
| 富士町大字梅野     | ふじちょううめの         | 840-0516 | 富士           | 旧松梅村   |
| 富士町大字大串     | ふじちょうおおくし       | 840-0533 | 北山           | 旧北山村   |
| 富士町大字大野     | ふじちょうおおの         | 840-0532 | 北山           | 旧北山村   |
| 富士町大字小副川   | ふじちょうおそえがわ     | 840-0521 | 富士           | 旧小関村   |
| 富士町大字鎌原     | ふじちょうかまばる       | 840-0511 | 富士           | 旧南山村   |
| 富士町大字上合瀬   | ふじちょうかみおおせ     | 840-0545 | 北山東部       | 旧北山村   |
| 富士町大字上熊川   | ふじちょうかみくまかわ   | 840-0512 | 富士           | 旧南山村   |
| 富士町大字上無津呂 | ふじちょうかみむつろ     | 840-0536 | 北山           | 旧北山村   |
| 富士町大字栗並     | ふじちょうくりなみ       | 840-0531 | 北山           | 旧北山村   |
| 富士町大字古場     | ふじちょうこば           | 840-0543 | 北山東部       | 旧北山村   |
| 富士町大字下合瀬   | ふじちょうしもおおせ     | 840-0544 | 北山東部       | 旧北山村   |
| 富士町大字下熊川   | ふじちょうしもくまかわ   | 840-0513 | 富士           | 旧南山村   |
| 富士町大字下無津呂 | ふじちょうしもむつろ     | 840-0535 | 北山           | 旧北山村   |
| 富士町大字杉山     | ふじちょうすぎやま       | 840-0502 | 富士           | 旧南山村   |
| 富士町大字関屋     | ふじちょうせきや         | 840-0541 | 富士・北山東部 | 旧小関村   |
| 富士町大字苣木     | ふじちょうちゃのき       | 840-0504 | 富士           | 旧南山村   |
| 富士町大字中原     | ふじちょうなかばる       | 840-0534 | 北山           | 旧北山村   |
| 富士町大字畑瀬     | ふじちょうはたせ         | 840-0522 | 富士           | 旧南山村   |
| 富士町大字藤瀬     | ふじちょうふじせ         | 840-0542 | 北山東部       | 旧北山村   |
| 富士町大字古湯     | ふじちょうふるゆ         | 840-0501 | 富士           | 旧南山村   |
| 富士町大字麻那古   | ふじちょうまなご         | 840-0537 | 北山           | 旧北山村   |
| 富士町大字松瀬     | ふじちょうまつせ         | 840-0515 | 富士           | 旧松梅村   |
| 三瀬村藤原         | みつせむらふじばる       | 842-0302 | 三瀬           |            |
| 三瀬村三瀬         | みつせむらみつせ         | 842-0301 | 三瀬           |            |
| 三瀬村杠           | みつせむらゆずりは       | 842-0303 | 三瀬           |            |
| 諸富町大字大堂     | もろどみちょうおおどう   | 840-2101 | 諸富北         | 旧東川副村 |
| 諸富町大字為重     | もろどみちょうためしげ   | 840-2102 | 諸富南         | 旧新北村   |
| 諸富町大字寺井津   | もろどみちょうてらいつ   | 840-2103 | 諸富南         | 旧新北村   |
| 諸富町大字徳富     | もろどみちょうとくどみ   | 840-2104 | 諸富北         | 旧東川副村 |
| 諸富町大字諸富津   | もろどみちょうもろどみつ | 840-2105 | 諸富北         | 旧東川副村 |
| 諸富町大字山領     | もろどみちょうやまりょう | 840-2106 | 諸富南         | 旧新北村   |
| 大和町大字池上     | やまとちょういけのうえ   | 840-0212 | 川上           | 旧川上村   |
| 大和町大字梅野     | やまとちょううめの       | 840-0203 | 松梅・春日北   | 旧松梅村   |
| 大和町大字川上     | やまとちょうかわかみ     | 840-0214 | 川上           | 旧川上村   |
| 大和町大字久池井   | やまとちょうくちい       | 840-0202 | 春日・春日北   | 旧春日村   |
| 大和町大字久留間   | やまとちょうくるま       | 840-0213 | 川上           | 旧川上村   |
| 大和町大字名尾     | やまとちょうなお         | 840-0205 | 松梅           | 旧松梅村   |
| 大和町大字尼寺     | やまとちょうにいじ       | 840-0201 | 春日           | 旧春日村   |
| 大和町大字八反原   | やまとちょうはったばる   | 840-0215 | 春日           | 旧南山村   |
| 大和町大字東山田   | やまとちょうひがしやまだ | 840-0211 | 川上           | 旧川上村   |
| 大和町大字松瀬     | やまとちょうまつせ       | 840-0204 | 松梅           | 旧松梅村   |

## 町・大字名の変遷

### 佐賀市発足時
1889年（明治22年）の近代市町村制の施行により、佐賀市が発足し、以下の34町が発足した。
- 水ヶ江町
- 東田代町
- 松原町
- 与賀町
- 赤松町
- 西田代町
- 柳町
- 紺屋町
- 材木町

- 蓮池町
- 下今宿町
- 牛島町
- 高木町
- 上芦町
- 中町
- 呉服町
- 東魚町
- 白山町

- 元町
- 寺町
- 唐人町
- 米屋町
- 多布施町
- 伊勢屋町
- 岸川町
- 長瀬町

- 六座町
- 点合町
- 伊勢屋本町
- 西魚町
- 道祖元町
- 本庄町
- 八戸町
- 厘外町

### 大正・昭和の合併
1922年（大正11年）、神野村を編入すると、それぞれ大字から町に変更し、3町を構成した。なお、同名の町が既にあったため、大字多布施は上多布施町となった。
1954年（昭和29年）から1955年（昭和30年）にかけて、1町10村を編入した。合併前の大字を継承して「佐賀市○○町××」という形で表記、45の大字を構成した。なお、同名の町を編入したことに伴い旧佐賀市の町名が一部変更、1954年には本庄町が本庄元町に、1961年（昭和36年）には蓮池町が千代町に改称している。
合併までの大字の変遷
1868年(明治初年)時点と、その後の改編、佐賀市との合併直後まで。
| 1868年時点        | 1868年時点 | 1889年 - | 1889年 - | 1889年 -   | 1922年 - | 1922年 -   |
| 佐賀郡            | 神野村     | 佐賀郡   | 神野村   | 大字神野   | 佐賀市   | 神野町     |
| 佐賀郡            | 大財村     | 佐賀郡   | 神野村   | 大字大財   | 佐賀市   | 大財町     |
| 佐賀郡            | 多布施村※1 | 佐賀郡   | 神野村   | 大字多布施 | 佐賀市   | 上多布施町 |
| ※1.四本谷を除く。 |            |          |          |            |          |            |

| 1868年時点                                              | 1868年時点 | 1889年 - | 1889年 - | 1889年 -   | 1899年 - | 1899年 - | 1899年 - | 1954年 - | 1954年 -         |
| 佐賀郡                                                  | 牛島村※1   | 佐賀郡   | 古瀬村   | 大字牛島   | 佐賀郡   | 巨勢村   | 同左     | 佐賀市   | 巨勢町大字牛島   |
| 佐賀郡                                                  | 修理田村   | 佐賀郡   | 古瀬村   | 大字修理田 | 佐賀郡   | 巨勢村   | 同左     | 佐賀市   | 巨勢町大字修理田 |
| 佐賀郡                                                  | 高尾村     | 佐賀郡   | 古瀬村   | 大字高尾   | 佐賀郡   | 巨勢村   | 同左     | 佐賀市   | 巨勢町大字高尾   |
| 佐賀郡                                                  | 東西村     | 佐賀郡   | 古瀬村   | 大字東西   | 佐賀郡   | 巨勢村   | 同左     | 佐賀市   | 巨勢町大字東西   |
| ※1.寺小路・木塚名・矢矧町・田代・天神名・江湖端を除く。 |            |          |          |            |          |          |          |          |                  |

| 1868年時点                           | 1868年時点       | 1889年 - | 1889年 - | 1889年 -   | 1954年 - | 1954年 -           |
| 佐賀郡                               | 相応津           | 佐賀郡   | 西与賀村 | 大字相応津 | 佐賀市   | 西与賀町大字相応津 |
| 佐賀郡                               | 高太郎村         | 佐賀郡   | 西与賀村 | 大字高太郎 | 佐賀市   | 西与賀町大字高太郎 |
| 佐賀郡                               | 鹿子村（一部※1） | 佐賀郡   | 西与賀村 | 大字高太郎 | 佐賀市   | 西与賀町大字高太郎 |
| 佐賀郡                               | 厘外村※2         | 佐賀郡   | 西与賀村 | 大字厘外   | 佐賀市   | 西与賀町大字厘外   |
| 佐賀郡                               | 厘外津           | 佐賀郡   | 西与賀村 | 字今津     | 佐賀市   | 西与賀町字今津     |
| 佐賀郡                               | 厘外津           | 佐賀郡   | 西与賀村 | 字今津乙   | 佐賀市   | 西与賀町字今津乙   |
| ※1.一本杉のみ。※2.正里を除く大部分。 |                  |          |          |            |          |                    |

| 1868年時点 | 1868年時点     | 1889年 - | 1889年 - | 1889年 - | 1954年 - | 1954年 -       |
| 佐賀郡     | 荻野村         | 佐賀郡   | 嘉瀬村   | 大字荻野 | 佐賀市   | 嘉瀬町大字荻野 |
| 佐賀郡     | 十五村         | 佐賀郡   | 嘉瀬村   | 大字十五 | 佐賀市   | 嘉瀬町大字十五 |
| 佐賀郡     | 中原村         | 佐賀郡   | 嘉瀬村   | 大字中原 | 佐賀市   | 嘉瀬町大字中原 |
| 佐賀郡     | 八戸村（一部） | 佐賀郡   | 嘉瀬村   | 大字扇町 | 佐賀市   | 嘉瀬町大字扇町 |

| 1868年時点            | 1868年時点 | 1889年 - | 1889年 - | 1889年 -   | 1954年 - | 1954年 -           |
| 佐賀郡                | 高木村     | 佐賀郡   | 高木瀬村 | 大字高木   | 佐賀市   | 高木瀬町大字高木   |
| 佐賀郡                | 東高木村※1 | 佐賀郡   | 高木瀬村 | 大字東高木 | 佐賀市   | 高木瀬町大字東高木 |
| 佐賀郡                | 長瀬村     | 佐賀郡   | 高木瀬村 | 大字長瀬   | 佐賀市   | 高木瀬町大字長瀬   |
| ※1.西淵を除く大部分。 |            |          |          |            |          |                    |

| 1868年時点            | 1868年時点 | 1889年 - | 1889年 - | 1889年 - | 1954年 - | 1954年 -         |
| 佐賀郡                | 江上村     | 佐賀郡   | 北川副村 | 大字江上 | 佐賀市   | 北川副町大字江上 |
| 佐賀郡                | 木原村※1   | 佐賀郡   | 北川副村 | 大字木原 | 佐賀市   | 北川副町大字木原 |
| 佐賀郡                | 新郷村     | 佐賀郡   | 北川副村 | 大字新郷 | 佐賀市   | 北川副町大字新郷 |
| 佐賀郡                | 光法村     | 佐賀郡   | 北川副村 | 大字光法 | 佐賀市   | 北川副町大字光法 |
| ※1.安住を除く大部分。 |            |          |          |          |          |                  |

| 1868年時点                                                                                                  | 1868年時点       | 1889年 - | 1889年 - | 1889年 - | 1954年 - | 1954年 -       |
| 佐賀郡 | 本庄村※1         | 佐賀郡   | 本庄村   | 大字本庄 | 佐賀市   | 本庄町大字本庄 |
| 佐賀郡 | 鹿子村※2         | 佐賀郡   | 本庄村   | 大字鹿子 | 佐賀市   | 本庄町大字鹿子 |
| 佐賀郡 | 末次村           | 佐賀郡   | 本庄村   | 大字末次 | 佐賀市   | 本庄町大字末次 |
| 佐賀郡 | 袋村※3           | 佐賀郡   | 本庄村   | 大字袋   | 佐賀市   | 本庄町大字袋   |
| 佐賀郡 | 厘外村（一部※4） | 佐賀郡   | 本庄村   | 大字正里 | 佐賀市   | 本庄町大字正里 |
| ※1.西精・鬼丸・中ノ館・新地・四本谷を除く大部分。 ※2.一本杉を除く大部分。※3.大崎を除く大部分。※4.正里のみ。 |                  |          |          |          |          |                |

| 1868年時点  | 1868年時点 | 1889年 - | 1889年 - | 1889年 -   | 1954年 - | 1954年 -         |
| 佐賀郡      | 鍋島村     | 佐賀郡   | 鍋島村   | 大字鍋島   | 佐賀市   | 鍋島町大字鍋島   |
| 佐賀郡      | 蠣久村     | 佐賀郡   | 鍋島村   | 大字蠣久   | 佐賀市   | 鍋島町大字蠣久   |
| 佐賀郡      | 森田村     | 佐賀郡   | 鍋島村   | 大字森田   | 佐賀市   | 鍋島町大字森田   |
| 佐賀郡      | 八戸村※1   | 佐賀郡   | 鍋島村   | 大字八戸   | 佐賀市   | 鍋島町大字八戸   |
| 佐賀郡      | 八戸溝村   | 佐賀郡   | 鍋島村   | 大字八戸溝 | 佐賀市   | 鍋島町大字八戸溝 |
| ※1.大部分。 |            |          |          |            |          |                  |

| 1868年時点 | 1868年時点 | 1889年 - | 1889年 - | 1889年 -   | 1954年 - | 1954年 -         |
| 佐賀郡     | 金立村     | 佐賀郡   | 金立村   | 大字金立   | 佐賀市   | 金立町大字金立   |
| 佐賀郡     | 千布村     | 佐賀郡   | 金立村   | 大字千布   | 佐賀市   | 金立町大字千布   |
| 佐賀郡     | 薬師丸村   | 佐賀郡   | 金立村   | 大字薬師丸 | 佐賀市   | 金立町大字薬師丸 |

| 1868年時点 | 1868年時点 | 1889年 - | 1889年 - | 1889年 -   | 1954年 - | 1954年 -           |
| 佐賀郡     | 上和泉村   | 佐賀郡   | 久保泉村 | 大字上和泉 | 佐賀市   | 久保泉町大字上和泉 |
| 佐賀郡     | 下和泉村   | 佐賀郡   | 久保泉村 | 大字下和泉 | 佐賀市   | 久保泉町大字下和泉 |
| 佐賀郡     | 川久保村   | 佐賀郡   | 久保泉村 | 大字川久保 | 佐賀市   | 久保泉町大字川久保 |

蓮池町、兵庫町の大字の変遷については、蓮池町#変遷表、兵庫 (佐賀市)#変遷表をそれぞれ参照。

### 住居表示の実施
1966年以降、順次住居表示が実施されている。以下、発足した町と廃止された町を年ごとに列挙する。
1966年（昭和41年）
- 赤松町(赤松町)
- 朝日町(下今宿町、水ヶ江町、北川副町木原)
- 今宿町(下今宿町、水ヶ江町、北川副町木原)
- 鬼丸町(赤松町、本庄町袋)
- 紺屋町(紺屋町、下今宿町)
- 材木1丁目〜2丁目(材木町、下今宿町、柳町) ※材木町は廃止
- 城内1丁目〜2丁目(赤松町)
- 田代1丁目〜2丁目(東田代町、下今宿町、巨勢町牛島) ※下今宿町は廃止
- 中の館町(赤松町)
- 水ヶ江1丁目〜6丁目(水ヶ江町、赤松町、本庄町袋、北川副町木原)
- 与賀町(与賀町、赤松町)

1967年（昭和42年）
- 愛敬町(大財町、神野町)
- 大財1丁目〜6丁目(大財町、神野町、巨勢町牛島、兵庫町渕、兵庫町藤木)
- 成章町(神野町、上多布施町、米屋町)
- 天神1丁目〜3丁目(神野町、上多布施町)
- 唐人1丁目〜2丁目(唐人町、神野町、寺町) ※寺町は廃止

1968年（昭和43年）
- 高木町(高木町、上芦町、東田代町、大財町、牛島町、巨勢町牛島)
- 中央本町(松原町、東魚町、白山町)
- 中の小路(松原町)
- 東佐賀町(東田代町、紺屋町、牛島町、巨勢町牛島) ※東田代町、紺屋町、牛島町は廃止
- 堀川町(赤松町、与賀町)
- 松原1丁目〜4丁目(松原町、水ヶ江町) ※水ヶ江町は廃止
- 柳町(柳町、千代町)

1969年（昭和44年）
- 川原町(与賀町)
- 呉服元町(呉服町、元町、上芦町、東魚町、千代町、大財町、高木町) ※呉服町、元町、上芦町、東魚町、千代町、高木町は廃止
- 下田町(鍋島町八戸)
- 白山1丁目〜2丁目(白山町、米屋町、中町、松原町、大財町、上多布施町) ※白山町、米屋町、中町は廃止
- 昭栄町(上多布施町、鍋島町八戸)
- 末広1丁目〜2丁目(本庄元町、厘外町、西与賀町厘外、鍋島町八戸) ※本庄元町、厘外町は廃止
- 多布施1丁目〜4丁目(多布施町、上多布施町、神野町) ※多布施町は廃止
- 八幡小路(松原町、中町) ※松原町、中町は廃止
- 緑小路(上多布施町)
- 八戸1丁目〜2丁目(八戸町、鍋島町八戸)
- 六座町(六座町、上多布施町)

1970年（昭和45年）
- 伊勢町(伊勢屋町、伊勢屋本町、岸川町、点合町、上多布施町、西魚町、西田代町) ※伊勢屋町、伊勢屋本町、岸川町、点合町は廃止
- 新生町(上多布施町、鍋島町八戸)
- 神野西1丁目〜4丁目(神野町、上多布施町、高木瀬町高木)
- 高木瀬団地(高木瀬町高木)
- 天祐1丁目〜2丁目(上多布施町、鍋島町八戸)
- 天祐団地(上多布施町、鍋島町八戸溝)
- 中折町(上多布施町)
- 日の出1丁目〜2丁目(高木瀬町高木、高木瀬町東高木)
- 若宮1丁目〜3丁目(高木瀬町高木、神野町)

1971年（昭和46年）
- 神園1丁目〜6丁目(神野町、上多布施町、鍋島町八戸溝、鍋島町八戸)
- 西田代1丁目〜2丁目(西田代町)

1973年（昭和48年）
- 長瀬町(長瀬町、上多布施町、道祖元町、西田代町、六座町、八戸町)  ※上多布施町、八戸町は廃止

1978年（昭和53年）
- 卸本町(鍋島町八戸溝)
- 八戸溝1丁目〜3丁目(鍋島町八戸溝、鍋島町八戸)

1981年（昭和56年）
- 駅前中央1丁目〜3丁目(大財町、神野町、兵庫町藤木)
- 大財北町(大財町、神野町、兵庫町藤木) ※大財町は廃止
- 神野東1丁目〜4丁目(神野町)
- 栄町(神野町)
- 新中町(神野町、高木瀬町東高木)
- 八丁畷町(神野町、高木瀬町東高木)

1983年（昭和58年）
- 駅南本町(唐人町、神野町) ※唐人町は廃止

1988年（昭和63年）
- 高木瀬東1丁目〜6丁目(高木瀬町東高木、高木瀬町長瀬、兵庫町藤木)
- 高木瀬西1丁目〜6丁目(高木瀬町高木、高木瀬町東高木、高木瀬町長瀬)
- 若楠1丁目〜3丁目(高木瀬町高木、高木瀬町東高木) ※高木瀬町高木は廃止

1990年（平成2年）
- 開成1丁目〜6丁目(鍋島町八戸溝、鍋島町森田、神野町)
- 鍋島1丁目〜6丁目(鍋島町鍋島、鍋島町蛎久、鍋島町八戸溝)

1991年（平成2年）
- 光1丁目〜3丁目(西与賀町厘外)

1994年（平成6年）
- 木原1丁目〜3丁目(北川副町木原)

1997年（平成9年）
- 兵庫南1丁目〜4丁目(兵庫町渕、兵庫町藤木)

1998年（平成10年）
- 新郷本町(北川副町新郷)
- 南佐賀1丁目〜3丁目(北川副町木原、北川副町新郷) ※北川副町木原は廃止

2001年（平成13年）
- 新栄西1丁目〜2丁目(鍋島町八戸溝、鍋島町森田、神野町)
- 新栄東1丁目〜4丁目(鍋島町八戸溝、鍋島町森田、神野町) ※神野町は廃止

2013年（平成25年）
- 兵庫北1丁目〜7丁目(兵庫町渕、兵庫町藤木、兵庫町西渕)

なお、1922年（大正11年）の神野村編入時点での市域のうち、赤松町・与賀町・道祖元町・西田代町・西魚町は住居表示未実施地区が残っている。また、逆に昭和の大合併期からの市域のうち、全域で住居表示が実施され大字が廃止されたのは北川副町木原・高木瀬町高木のみである。

### 平成の合併
2005年（平成17年）と2007年（平成19年）に7町1村を合併した。合併した地区は大字をそのまま継承している。ほとんどは大字の前に旧町名「○○町」を冠する（例：佐賀郡大和町大字久池井→佐賀市大和町大字久池井）。三瀬村のみ、「大字」を表記しないものとした（例：神埼郡三瀬村大字三瀬→佐賀市三瀬村三瀬）。
この地区の大字の変遷については、大和町 (佐賀県)#字の変遷、富士町 (佐賀県)#字の変遷、三瀬村 (佐賀県)#字の変遷、諸富町#字の変遷、川副町#字の変遷、東与賀町#字の変遷、久保田町#字の変遷をそれぞれ参照。